# Аргада
Аргада (рос. Аргада) — улус Курумканського району, Бурятії Росії. Входить до складу Сільського поселення Аргада.
Населення — 1687 осіб (2015 рік).

## Персоналії
- Пишняк Аркадій Павлович (*1935) — бурятський кіноактор.